# Maja Nylén Persson
Maja Nylén Persson (* 20. November 2000 in Avesta) ist eine schwedische Eishockeyspielerin, die seit Sommer 2024 bei den New York Sirens aus der Professional Women’s Hockey League (PWHL) unter Vertrag steht und dort auf der Position der Verteidigerin spielt.

## Karriere
Nylén Persson erlernte das Eishockeyspielen beim Skogsbo SK, ehe sie im Jahr 2014 mit gerade einmal 13 Jahren zu Leksands IF in die Svenska damhockeyligan wechselte. Dort absolvierte sie in ihrer ersten Spielzeit 22 Partien in der höchsten Spielklasse Schwedens. Anschließend gehörte sie dort zum Stammpersonal und absolvierte in der Saison 2017/18 im Alter von 18 Jahren bereits ihr 100. Spiel für die Mannschaft. Im März 2019 gewann Nylén Persson als erste Spielerin den Elite Prospects Award, eine Auszeichnung, die an die beste Juniorion der SDHL verliehen wird. Sie bestritt 151 Spiele in der SDHL und erzielte in ihren fünf Spielzeiten bei Leksands IF 67 Punkte.
Im Mai 2019 wurde sie von Brynäs IF für drei Jahre verpflichtet. In ihrer ersten Saison für Brynäs erzielte Nylén Persson 26 Punkte in 36 Spielen in der SDHL und gewann im Mai 2020 zum zweiten Mal in Folge den Elite Prospects Award. In den Saison 2021/22 und 2022/23 wurde sie jeweils als Verteidigerin des Jahres der SDHL ausgezeichnet, 2022 zudem als Spielerin des Jahres. Darüber hinaus gewann sie als erste Frau überhaupt die Salming Trophy als beste Verteidigerin Schwedens außerhalb der NHL. Zudem wurde sie mit Brynäs 2021 und 2023 schwedische Vizemeisterin und 2023 ins All-Star-Team der SDHL berufen.
Im Sommer 2024 wechselte die Schwedin zu den New York Sirens aus der Professional Women’s Hockey League (PWHL), die sie zuvor im PWHL Draft 2024 ausgewählt hatten.

### International
Auf internationaler Ebene spielte Nylén Persson erstmals bei der U18-Frauen-Weltmeisterschaft 2016 als 15-Jährige für die schwedische U18-Nationalmannschaft. Es folgten weitere Einsätze bei den U18-Frauen-Weltmeisterschaften 2017 und 2018. Dabei gewann sie 2016 die Bronze- und 2018 die Silbermedaille. Zudem erhielt sie 2018 eine Berufung ins All-Star-Team des Turniers. Des Weiteren nahm die Verteidigerin an den Olympischen Jugend-Winterspielen 2016 im norwegischen Lillehammer teil, bei denen sie die Goldmedaille gewann.
Für die Frauen-Nationalmannschaft debütierte Nylén Persson im Alter von 16 Jahren. Sie nahm mit der Mannschaft an der Frauen-Weltmeisterschaft 2017 teil. Ein Jahr später wurde sie in den schwedischen Kader für die Olympischen Winterspiele 2018 im südkoreanischen Pyeongchang berufen. Dort belegte sie mit dem schwedischen Team den 7. Platz.
Weitere Einsätze im schwedischen Nationalteam folgten bei den Weltmeisterschaften 2019, 2022, 2023 und 2024. Darüber hinaus qualifizierte sich Persson 2021 mit der Auswahlmannschaft für die Olympischen Winterspiele 2022 in Peking, bei denen sie Platz 8 erreichte.

## Erfolge und Auszeichnungen
| - 2019 EliteProspects.com Award (Beste Juniorin der SDHL) - 2020 EliteProspects.com Award (Beste Juniorin der SDHL) - 2021 Schwedischer Vizemeister mit Brynäs IF - 2022 Schwedischer Vizemeister mit Brynäs IF - 2022 Verteidigerin des Jahres der SDHL | - 2022 Salming Trophy - 2022 Årets spelare - 2023 Schwedischer Vizemeister mit Brynäs IF - 2023 Verteidigerin des Jahres der SDHL - 2023 All-Star Team der SDHL |

### International
- 2016 Bronzemedaille bei der U18-Frauen-Weltmeisterschaft
- 2016 Goldmedaille bei den Olympischen Jugend-Winterspielen
- 2018 Silbermedaille bei der U18-Frauen-Weltmeisterschaft
- 2018 All-Star-Team der U18-Frauen-Weltmeisterschaft

## Karrierestatistik

### International
(Legende zur Spielerstatistik: Sp oder GP = absolvierte Spiele; T oder G = erzielte Tore; V oder A = erzielte Assists; Pkt oder Pts = erzielte Scorerpunkte; SM oder PIM = erhaltene Strafminuten; +/− = Plus/Minus-Bilanz; PP = erzielte Überzahltore; SH = erzielte Unterzahltore; GW = erzielte Siegtore; 1 Play-downs/Relegation; Kursiv: Statistik nicht vollständig)